# Corynoptera pronospica
Corynoptera pronospica är en tvåvingeart som beskrevs av Werner Mohrig 1999. Corynoptera pronospica ingår i släktet Corynoptera och familjen sorgmyggor. Inga underarter finns listade i Catalogue of Life.